# Donacoscaptes unipunctella
Donacoscaptes unipunctella là một loài bướm đêm trong họ Crambidae.